# Ультиматум Хрущова
Ультиматум Хрущо́ва — оголошений 1958 та знову 1961 року Микитою Хрущовим, ультиматум західним державам щодо статусу Західного Берліна

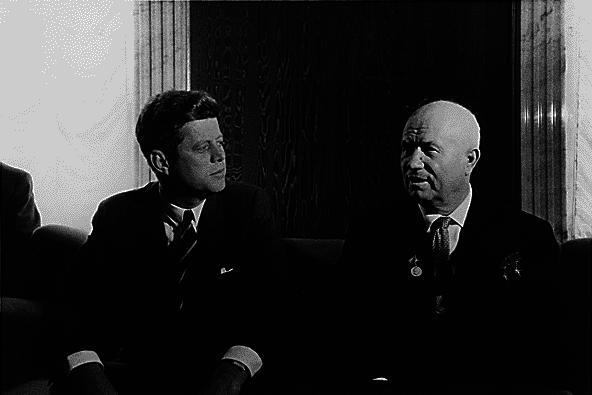
Зустріч Хрущова з Джоном Кеннеді у Відні, 1961 рік

Безпосереднім приводом для висунення ультиматуму Микитою Хрущовим, тодішнім комуністичним диктатором СРСР, стало загострення демографічної ситуації в НДР. У 1949—1961 роках близько 2,7 мільйона німців втекли з НДР на захід до Західної Німеччини через Західний Берлін — це було небезпечне явище для комуністичної диктатури, оскільки втікали переважно молоді та кваліфіковані люди.
Поглиблення диспропорції населення між східною та західною частинами Німеччини — у майбутньому — могло призвести до демографічної кризи у Східній Німеччині, якій комуністична диктатура мала протидіяти.
З цією метою Хрущов 27 листопада 1958 р. направив західним державам дипломатичні ноти, зміст яких закликав Сполучені Штати, Велику Британію та Францію перетворити Західний Берлін на вільне місто під погрозою виходу СРСР з усіх міжнародних угод, що гарантував західній частині Берліна її тодішній статус.
Статус полягав у тому, що Західний Берлін був розділений на 3 окупаційні зони: американську, британську, французьку — в яких розташовувалися гарнізони західних держав.
Вона також мала вільно обраний Сенат як виконавчий орган, Палату депутатів як законодавчий орган та незалежну судову владу.
Ультиматум був відхилений західними державами.
Ультиматум був повторений Хрущовим 4 червня 1961 року, що призвело до Берлінської кризи.